# Котихана
Котихана (рум. Cotihana, Котиганы) — село в Кагульском районе Молдавии. Входит в состав города Кагул.

## История
До 2003 года относилось к сёлам, не образующим коммуну.

## Население
По данным переписи населения 2004 года, в селе Котихана проживает 1317 человек (642 мужчины, 675 женщин).
Этнический состав села:
| Национальность | Число жителей | Процентный состав |
| -------------- | ------------- | ----------------- |
| молдаване      | 1283          | 97.42             |
| украинцы       | 11            | 0.84              |
| русские        | 9             | 0.68              |
| болгары        | 7             | 0.53              |
| гагаузы        | 4             | 0.3               |
| румыны         | 3             | 0.23              |
| прочие         | 0             | 0.0               |
| Всего          | 1317          | 100 %             |

## Религия
В 2005 году был официально зарегистрирован располагавшийся в селе Свято-Троицкий монастырь Бессарабской митрополии Румынской патриархии.
В 2016 году монастырь пострадал во время пожара — огонь уничтожил около 60 % площади монастыря, большую часть крыши и внутреннего убранства.
По официальной версии причиной пожара явилось нарушение правил пожарной безопасности при использовании печи для отопления, однако, по мнению настоятеля монастыря, это был умышленный поджог.